# AN-94
El AN-94 (en rus, 5,45-мм автомат Никонова обр. 1994 г. / АН-94 «Абакан», designació GRAU: 6P33) és un fusell d'assalt modern d'origen rus. Les seves inicials deriven de Avtomat Nikonova 1994, anomenat així pel dissenyador Gennadiy Nikonov qui havia treballat en el disseny de la metralladora Nikonov.
El AN-94 va ser dissenyat com un potencial reemplaçament dels fusells AK-74 actualment en servei amb les Forces Armades Russes. A causa del seu complex disseny i cost, la seva adopció ha estat lenta i es troba en ús limitat; probablement mai arribi a ser de provisió general. Al març del 2013 l'AK-74 (versió "M" o modernitzada) continua sent el fusell proveït a Rússia.
La suposada gran avantatge del AN-94 és l'habilitat de retardar la força de la reculada fins que el projectil abandona el canó. Això, tal com s'afirma, permet més agrupacions en objectius sota les condicions més adverses de combat.
El AN-94 disposa d'una particular funció de ràfega de dos trets, amb una taxa de foc de 1800 trets per minut. El mecanisme Nikonov dispara el segon tir de la ràfega tan ràpidament que li permet sortir disparat abans que el retrocés del primer tret s'asseu, permetent que els dos trets encerten quasi en el mateix lloc, sent útil per penetrar blindatge corporal.
També cal destacar que en la seva manera de full-acte dispara una ràfega amb rapidesa de 1800 bales per minut i la segona ràfega amb una rapidesa de 600 bales minut perquè sigui un retrocés molt controlable, ja que una arma amb potència de 1800 bales minut seria impossible de controlar, per això es prefereix la seva manera ràfegues de 2 bales que està condecorat amb el millor retrocés del món, és a dir no té amb prou feines retrocés.

## Desenvolupament
A la primera fase del projecte, denominat Programa Abakan, les fàbriques van presentar 12 conceptes de disseny que comportaven una àmplia gamma d'esquemes d'operació: el clàssic del Kalashnikov, un esquema sense xoc amb acció equilibrada, i un pols retardat en bloc. No obstant això, només nou models van participar en la part final de les proves. La llista de contendents en la competició era: I. Stechkin, N. Afanasyev, G. Korobov, V. Kalashnikov (fill de M. Kalashnikov), P. Pikinsky i B. Garev.
Al final el desenvolupament d'un acoblament movible amb una alta cadència de foc va reduir la divergència dels projectils (dispersió de tir). No obstant això, va presentar el problema de balancejar la mateixa amb un ús econòmic de la munició en la manera de foc automàtic. En els models AS i ASM (AN-94) aquest conflicte va ser resolt pel canvi automàtic a la cadència de foc. Es van presentar tres opcions: semiautomàtic, ràfega curta, i automàtic. Després de nombroses proves en planta i amb les unitats militars, l'AS i l'ASM Nikonov, el TKB-0146 Stechkin i el TKB-0111 Korobov, es van iniciar proves de competència de terreny. Les proves finals realitzades amb les tropes van demostrar que l'ASM era el que millor complia amb els requisits tècnics, demostrant un patró de dispersió entre 5 i 13 vegades millor; el 1994 l'ASM, va ser denominat AN-94 i tres anys més tard adoptat per l'Exèrcit Rus.

## Descripció
Aquest fusell d'assalt incorpora un innovador manera de tret denominat doble tret. Aquesta manera fa que l'arma dispari dues bales de manera pràcticament simultània utilitzant el mateix canó, sentint l'operador un sol retrocés en els dos trets. Les bales impacten pràcticament en el mateix lloc, amb molt pocs centímetres de diferència, fent-ho molt eficaç i ajudant a estalviar un terç de les bales per cada ràfega disparada, enfront de les ràfegues normals de tres trets.
Actualment s'està subministrant només a les forces d'elit de l'exèrcit rus i a algunes unitats especials de la policia russa. Aquest problema de destinar únicament a aquests cossos, ve arran de la seva complexitat a l'hora del seu maneig, desarmament i neteja respecte als antics AK-47, AKM i l'AK-74.

## Característiques del disseny
- Hauria de ser superior a l'AK-74 en 1,5 a 2 vegades la seva efectivitat en combat, millorant la dispersió entre 5 a 10 vegades.

- Hauria de ser tan portàtil com l'AK-74.

- S'hauria de poder instal·lar en totes les classes de vehicles blindats de combat existents i en helicòpters.

- Se li haurien de poder acoblar llançadors de granades, baioneta, dispositius òptics, etc.

- és a dir el AN-94 Abakan complia amb tot.

## Aparicions
-El Fusell d'assalt AN-94, va aparèixer per primera vegada en un vídeo joc el 12 de juny de 2008, en el de Hideo Kojima: Metall Gear Solid 4 Gun of the Patriots, de la productora Konami.
-El AN-94 apareix al vídeo joc Call of Duty Black Ops 2, de Treyarch.
-El AN-94 apareix al vídeo joc Battlefield: Bad Company 2, en la seva manera de tret en ràfega.
-El Fusell AN-94 apareix al vídeo joc Battlefield 3.
-El Fusell AN-94 apareix al vídeo joc Battlefield 4 amb una expansió o DLC gratuït.
-El AN-94 apareix en el joc FPS en línia OPERATION juliol.
-Apareix En la saga S.T.A.L.K.E.R com l'AC-96/2 (Call of Pripyat i Clear Sky) i Abokan (Shadow of Chernobyl).
-Apareix En el joc SOCOM U.S Navy SEALs Combined Assault com AG 94
-En L'última actualització de Battlefield 4 apareix amb manera Rafaga (cadència de 1000) i Automàtic (cadència de 600)